# Desmeocraera venusta
Desmeocraera venusta är en fjärilsart som beskrevs av Sergius G. Kiriakoff 1954. Desmeocraera venusta ingår i släktet Desmeocraera och familjen tandspinnare. Inga underarter finns listade i Catalogue of Life.